# Данко Поповић
Слободан Поповић (Аранђеловац, 19. август 1928 — Београд, 7. август 2009) био је српски књижевник. Његово најпознатије дело је Књига о Милутину која је стекла националну славу.

## Биографија
Гимназију је завршио у Аранђеловцу. Дипломирао је на Правном факултету у Београду.
Радио је у Министарству одбране Републике Србије у Одељењу војног архива.
Аутор је више радио-драма и филмских сценарија, романа и књига приповедака. Међу најпознатијим његовим делима је роман Књига о Милутину.
Умро је 7. августа 2009. и сахрањен 11. августа у Аранђеловцу у порти Буковичке цркве. Опело у Буковичкој цркви служили су митрополит црногорско-приморски Амфилохије и епископ шумадијски Јован.

## Наслеђе
Постоји Награда „Данко Поповић” која се додељује сваке године у оквиру манифестације „Под Данковом липом”.
У Београду је живео на Бановом брду, улица Пожешка 150, где је 2016. године постављена спомен-плоча.
Улице назване по њему постоје у Београду, у Градској општини Палилула и у селу Поповићу, и у Бањи, Топоници и Буковику.

## Награде
- Награда „Стражилово”, за роман Кућа Лукића, 1981.
- Награда „Исидора Секулић”, за роман Књига о Милутину, 1986.
- Повеља Удружења књижевника Србије, 2006.
- Награда „Стефан Првовенчани”, 2007.

## Дела

### Књиге приповедака
- Свечаности, 1962.
- Кукурек и кост, 1976.

### Романи
- Чарапићи, 1969.
- Официри, 1979.
- Кућа Лукића, 1980.
- Господари, 1985.
- Књига о Милутину, 1985.
- Конак у Крагујевцу, 1988.[8]
- Свињски ујед, 1990.
- Удовице, 1992.

### ТВ драме
- Карађорђева смрт, ТВБ 1984.